# 腎生理學

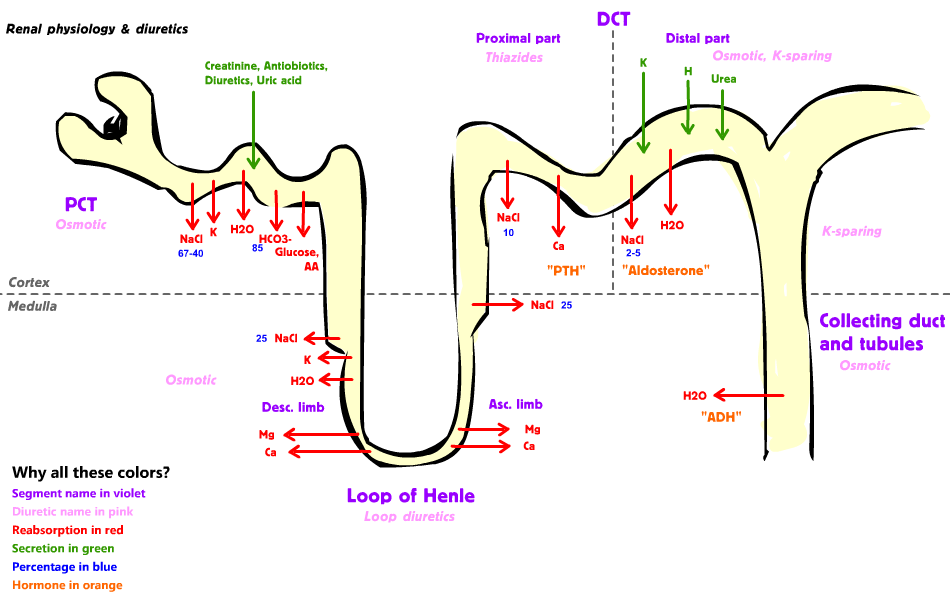
該圖演示了正常腎生理機制之運作。它還包括一些插圖表示在某些類型利尿劑下運作的情況，及它們做了些什麼。

腎尿的生成及調節示意圖(分為五個大階段(由左至右):1.腎小體(藍色),2.近曲小管(棕色),3.亨利氏環(深淺兩小段綠色),4.遠曲小管(紫色),5.腎小球收集管系統(深紫色))

腎生理學為腎的生理学研究，即研究腎臟的所有功能的學科。
腎功能（renal function）包括葡萄糖、氨基酸，及其它小分子的再吸收；鈉、鉀及其它电解质的調節；體液平衡及血壓調節；酸鹼穩態的維持；各種激素的生成、包括红细胞生成素，及维生素D的活化。

## 腎生理概要

### 腎生理機制術語 A WET BED
〈A WET BED〉這些助憶符號輔助了解腎臟功能的機制；符號的各個字母解釋如下：
A – 維持酸鹼(ACID-base)平衡。W – 維持水(WATER)的平衡。E – 電解液(ELECTROLYTE)平衡。T – 毒素(TOXIN)去除。B – 血(BLOOD)壓控制。E – 製造紅細胞生成素(ERYTHROPOIETIN)。D – 維生素(D)代謝。

### 腎生理運作
許多腎生理學在研究腎單位、即腎臟的最小功能單元之水平。每個腎單位具有一組過濾元件開始於過濾血液進入腎。然後該濾液沿著腎單位長度而進行，而腎單位長度是由專門的细胞單層襯裡及毛細管圍繞所成的管狀結構。這些襯細胞的主要功能是將由濾液進入血液的水及小分子，並及從血液進入尿液的廢物分泌進而再吸收。
腎的正常功能要求接受血液以及充分過濾血液。這在微觀上是由數十萬個稱為腎小體的過濾單元所運作，每個過濾單元(腎小體)由腎小球和鮑氏囊所組成。腎功能之全面評估通常通過估算過濾速率來確定，稱之為腎小球濾過率（GFR）。

## 腎的功能
腎臟的功能可以分為三組：〈激素分泌〉、〈糖質新生作用〉(糖异生)，以及pH與血液成分的〈细胞外穩恆性〉。腎單位是腎臟的功能單位。

### 激素分泌
- 調節骨髓產生红血球之紅血球生成素的分泌。
- 肾素-血管紧张素系统的主要部分即肾素的分泌。
- 維生素D（骨化三醇）及前列腺素的活性形式之分泌。

### 糖質新生作用
人類腎臟能夠從乳酸，甘油和谷氨酰胺產生葡萄糖。腎臟在人體空腹時擔負大約全部糖异生作用的一半功能。通過胰岛素、儿茶酚胺及其它激素的作用來實現腎臟中葡萄糖製造的調節。腎臟的糖异生產生在肾皮质中。由於缺乏必需的酶，腎髓質不能製造葡萄糖。

### 細胞外穩恆性
腎臟是負責維持下列物質的平衡：
| 物質                                   | 說明                                                                                              | 近曲小管                                                                          | 腎袢                                    | 遠曲小管                                                                 | 收集管系統                                                                 |
| 腎葡萄糖再吸收                         | 如果葡萄糖不被腎臟再吸收，就會出現在尿液中，稱為腎性糖尿病。所以腎葡萄糖再吸收的運作與糖尿病有關. | 經由鈉依賴型葡萄糖共同運輸蛋白(细胞膜)以及GLUT (细胞膜基底外側)再吸收(幾乎達100%) | –                                       | –                                                                        | –                                                                          |
| 腎小管液寡肽，腎小管液蛋白質，及氨基酸 | 所有這些都幾乎都被完全吸收。                                                                      | 再吸收                                                                            | –                                       | –                                                                        | –                                                                          |
| 腎尿素處理                             | 渗透压調節。因ADH而變化                                                                           | 經由被动运输再吸收(50%)                                                           | 分泌                                    | –                                                                        | 在髓質收集管(Medullary collecting duct)中再吸收                            |
| 腎鈉再吸收                             | 使用鈉氫逆向轉運體、鈉葡萄糖共轉運體(Na-glucose symport)、鈉離子通道（次要）.                     | 再吸收 (65%, 滲透濃度)                                                            | 再吸收(25%，升支粗段，鈉鉀氯共轉運蛋白) | 再吸收 (5%，鈉氯同向轉運體)                                              | 再吸收(5%，主要细胞)，通過上皮鈉通道(ENaC)由醛固酮刺激                     |
| 腎氯化物再吸收                         | 通常跟隨著钠而運作。活性（穿越細胞傳輸）及被動性（旁細胞傳輸/並行傳輸）                           | 再吸收                                                                            | 再吸收(升支粗段，鈉鉀氯共轉運蛋白)      | 再吸收(鈉氯同向轉運體)                                                   | –                                                                          |
| 水                                     | 使用水通道蛋白。參見利尿劑。                                                                      | 與溶質一起吸收滲透                                                                | 再吸收(降支)                            | –                                                                        | 再吸收(由ADH調節，並經由，精氨酸加壓素受體2)                               |
| 碳酸氢盐                               | 有助於維持酸度系数平衡.                                                                           | 再吸收 (80–90%)                                                                   | 再吸收(升支粗段)                        | –                                                                        | 再吸收"閏細胞"(intercalated cells)，經由帶3帶3陰離子轉運蛋白及潘特林)      |
| 質子                                   | 使用三磷酸水解酵素                                                                                | –                                                                                 | –                                       | –                                                                        | 分泌（閏細胞）                                                             |
| 钾                                     | 不同的飲食需求。                                                                                  | 再吸收(65%)                                                                       | 再吸收(20%，升支粗段，鈉鉀氯共轉運蛋白) | –                                                                        | 分泌(普通，經由鈉鉀泵，被醛固酮所提升)，或則再吸收(罕見，鉀鈉腺苷三磷酸酶) |
| 钙                                     | 使用鈣三磷酸腺苷酶、鈉鈣交換器                                                                    | 再吸收                                                                            | 經由被动运输再吸收(升支粗段)            | 回應PTH而進行再新吸，以及"噻嗪利尿劑"(Thiazide Diuretics)↑再吸收的提升。 | –                                                                          |
| 镁                                     | 鈣和鎂競爭，其中過量的一個可以導致另一個排泄出去。                                                | 再吸收                                                                            | 再吸收(升支粗段)                        | 再吸收                                                                   | –                                                                          |
| 磷酸鹽                                 | 排泄為可滴定酸.                                                                                   | 經由鈉/磷酸鹽轉運蛋白再吸收(85%).由副甲狀腺素所抑制.                              | –                                       | –                                                                        | –                                                                          |
| 羧酸盐                                 |                                                                                                   | 再吸收(100%)經由羧酸轉運蛋白.                                                     | –                                       | –                                                                        | –                                                                          |

身體對其pH值非常敏感。如果身體所需要的pH值在維生範圍以外，蛋白質會變性且消化掉，酶也會失去其功能，如此身體就不能維持自身之運作。腎臟通過調節血浆的pH值來維持酸鹼穩態。因此酸及鹼的損失必須平衡。酸也分為"揮發性酸"及"非揮發性酸"。 另見可滴定酸。
維持這種穩定平衡的主要稳态控制點即是腎排泄。腎臟通過醛固酮，抗利尿激素（ADH或加壓素），心房利鈉肽（ANP）及其他激素等之作用的引導進而排泄或保留鈉。部分鈉排泄率異常範圍的顯現可能意味著急性腎小管壞死，或腎小球功能障礙。

## 腎生理機制

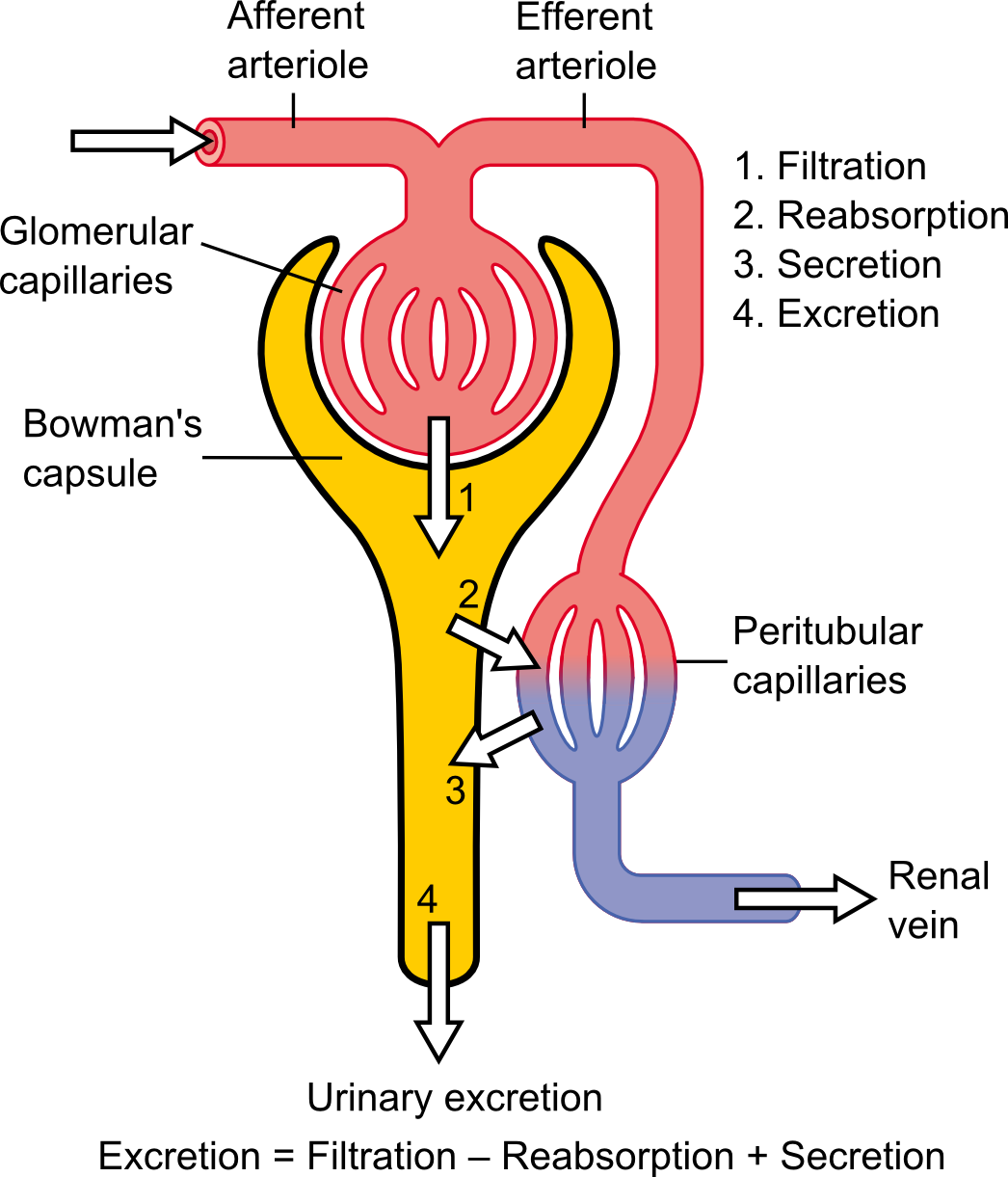
圖中顯示腎臟的基本生理機制。
1: 過濾，2: 再吸收，3: 分泌，4: 尿排泄。
〈尿排泄率(4))〉=〈過濾速度(1)−再吸收率(2)+分泌率(3)〉

腎臟執行其許多功能的能力取決於過濾、再吸收，以及分泌的三種基本功能，其總和功能稱之為腎清除率或腎排泄率。亦即：
〈(尿排泄率)4)〉=〈過濾速度(1)−重吸收率(2)+分泌率(3)〉
儘管在泌尿系統中的排泄一詞之嚴格的詞義本身就是排尿，但是腎清除率也通常被稱為腎排泄（比如，在固定的術語中之部分鈉排泄率）。

### 過濾
血液通過腎臟的基本的功能單元腎元進行過濾。每個腎單位從一個腎小體開始，由一個封閉在鮑氏囊內的腎小球所組成。通過腎超濾過程將細胞，蛋白質和其他大分子從腎小球中過濾出來，留下類似血漿的超濾液（除了超濾液具有可忽略不計的血浆蛋白）以進入鮑氏囊腔。過濾是由斯塔林力量所驅動的。
超濾液依次通過近曲小管、亨利氏環、遠曲小管，以及一系列收集管系統進而形成尿液。

### 再吸收
腎小管再吸收是將溶質及水從腎小管液中去除並再吸收之腎小管液體流物質輸送到血液的過程。這過程被稱為再吸收（而不是吸收），一來因為這些物質已經被吸收了一次（特別是在胃腸道中）；再則因為身體從正將成為尿液的"後腎小球液體流"回收（也就是說，除非液體流物質被回收，否則很快就會流失到尿液中）。
再吸收是一個二步驟的過程。開始於從主動運輸或被动运输所提取的物質從小管流體進入腎間質( renal interstitium)（即圍繞腎單位的結締組織），然後將這些物質從間質輸送到血液中。這些再吸收的輸送過程是由斯塔林施力，扩散作用，以及主動運輸所驅動。

#### 間接再吸收
在某些情況下，再吸收是間接性的。比如：碳酸氫鹽(HCO3−)不具有轉運蛋白，因此其再吸收涉及在小管腔和管狀上皮中的一系列反應。它開始於通過鈉氫反轉運輸器將氫離子(H+)活性分泌物輸入到小管液中：
- 在管腔中
  - H+與HCO3−結合形成碳酸(H2CO3) 。
  - 腔內碳酸酐酶將H2CO3酶促轉化為H2O及CO2 。
  - CO2自由擴散到細胞中 。
- 在上皮細胞中
  - "細胞質碳酸酐酶"(cytoplasmic carbonic anhydrase)將CO2和H2O（這些元素在細胞中存量豐富）轉化為H2CO3 。
  - H2CO3很容易分解成H+ and HCO3− 。
  - HCO3−從細胞基底膜促進擴散。

#### 激素
再吸收的一些關鍵調節激素包括：
- 醛固酮(Aldosterone)，刺激活性鈉的再吸收（且水亦是如此）。
- 抗利尿激素(vasopressin)，刺激非活性水(passive water)的再吸收。

兩種激素主要在收集管系統(collecting duct system)裡發揮其作用。

### 分泌
管狀分泌是將材料從腎小管周邊微血管轉移到腎小管腔。管狀分泌主要由主動運輸所引起。
本然地新陳代謝只有少數物質被分泌出來。這些物質以大量過量地出現，或為天然毒物。但是，許多藥物通過腎小管來分泌清除(Table of medication secernated in kidney)。

## 腎功能的測量
一個簡單估計腎功能是方法是測量pH值、尿素氮、肌酸酐，以及鹼性电解质（包括鈉、鉀、氯化物，以及碳酸氢盐）等參數值。由於腎臟是控制這些參數值的最重要的器官，這些參數值的任何紊亂現象都可能表明腎功能受到損害。
參與評估腎功能的幾個正式測試法與比例值：
| 測量單位      | 計算表示式 | 細節說明 |
| 腎血漿流量    | {\displaystyle RPF={\frac {\text{effective RPF}}{\text{extraction ratio}}}}                                                         | 每單位時間輸給腎臟的血浆容量積。PAH清除率是用於提供腎臟分析法的估計。大約是 625 ml/min.                                                                  |
| 腎血流量      | {\displaystyle RBF={\frac {RPF}{1-HCT}}} (HCT 表血细胞压积)                                                                         | 每單位時間輸給腎臟的血液量。在人類中，在70公斤的成年男性中，腎臟一起獲得約20％的心輸出量，達到 1L/min。                                                  |
| 腎小球濾過率  | {\displaystyle GFR={\frac {U_{[{\text{肌 酐 酸 }}]}\times {\dot {V}}}{P_{[{\text{肌 酐 酸 }}]}}}} (使用肌酐清除率估計)              | 每單位時間從腎的腎小球毛細血管過濾到鮑氏囊的流量體積。估計使用菊粉。通常進行肌酐酸清除試驗，但也可以使用其他標記物，例如植物性多醣菊粉或放射性標記EDTA。 |
| 濾過分數      | {\displaystyle FF={\frac {GFR}{RPF}}}                                                                                               | 測量過濾的腎血漿部分。 |
| 陰離子間隙    | AG = [Na+] − ([Cl−] + [HCO3−]) | 陽離子減陰離子。排除 K+ (經常)，Ca2+，H2PO4−。艾滋病代謝性酸中毒的鑑別診斷                                                                               |
| 清除 (水之外) | {\displaystyle C={\frac {U\times {\dot {V}}}{P}}} 而 U = 濃度，V = 尿量 / 單位時間，U*V = 尿排泄，以及 P = 血漿濃度                 | 移除率 |
| 自由水清除率  | {\displaystyle C={\dot {V}}-C_{osm}} or {\displaystyle {\dot {V}}-{\frac {U_{osm}}{P_{osm}}}{\dot {V}}} {\displaystyle =C_{H_{2}O}} | 血浆容積即是每單位時"無溶液"水之清除率 (藥理學)。 |
| 淨酸排泄      | {\displaystyle NEA={\dot {V}}(U_{NH_{4}}+U_{TA}-U_{HCO_{3}})}                                                                       | 單位時間尿中排泄出的淨酸量 |

## 延伸阅读
- Gerich, J. E. (2010). "Role of the kidney in normal glucose homeostasis and in the hyperglycaemia of diabetes mellitus: Therapeutic implications". Diabetic Medicine 27 (2): 136–142. doi:10.1111/j.1464-5491.2009.02894.x. PMID 20546255

## 參閱
- 咖啡醇(Cafestol)
- 咖啡豆醇(Kahweol)
- 血液濾過(Hemofiltration/連續性腎替代治療/Continuous renal replacement therapy/CRRT)
- 腎替代治療(Renal replacement therapy)
- 腎小球收集管系統(Collecting duct system)
- 美國腎臟學會期刊
- 內科學年鑑(Annals of Internal Medicine)
- 腎超濾(Ultrafiltration (renal))

## 外部連結
- Acid-Base Balance Internet Archive: Wayback Machine